# Hebardinella americana
Hebardinella americana är en insektsart som först beskrevs av Lucien Chopard 1912.  Hebardinella americana ingår i släktet Hebardinella och familjen syrsor. Inga underarter finns listade i Catalogue of Life.